# East Alton, Illinois
East Alton är en ort (village) i Madison County, i delstaten Illinois, USA. Enligt United States Census Bureau har orten en folkmängd på 6 282 invånare (2011) och en landarea på 13,8 km².